# Ptenopus
Ptenopus – rodzaj jaszczurek z rodziny gekonowatych (Gekkonidae).

## Zasięg występowania
Rodzaj obejmuje gatunki występujące w Południowej Afryce, Namibii, Botswanie i Zimbabwe.

## Systematyka
Rodzaj zdefiniował w 1866 roku angielski zoolog John Edward Gray w artykule poświęconym dwóm nowym rodzajom jaszczurek z Damaralandu opublikowanym na łamach Proceedings of the Zoological Society of London. Gatunkiem typowym jest (oznaczenie monotypowe) gekon piaskowy (P. garrulus).

### Etymologia
Ptenopus: gr. πτην ptēn, πτηνος ptēnos ‘skrzydlaty’, od πετομαι petomai ‘latać’; πους pous, ποδος podos ‘stopa’.

### Podział systematyczny
Do rodzaju należą następujące gatunki: 
- Ptenopus carpi Brain, 1962
- Ptenopus garrulus Smith, 1849 – gekon piaskowy[6]
- Ptenopus kochi Haacke, 1964